# Киапо
Киапо (местное  [ˈkjapɔʔ]) — район города Манила, в Национальном столичном регионе Филиппин. В Киапо, называемом «Старым центром Манилы», располагается церковь Киапо, где ежегодно проводится праздник Черного Назарянина, на который приходят миллионы людей. Киапо также зарекомендовал себя как место для поиска выгодных рыночных сделок.
Киапо географически расположен в самом центре города Манила. Он ограничен рекой Пасиг и Эстеро-де-Сан-Мигель на юге, районом Сан-Мигель на востоке, Ректо-авеню на севере и Рисаль-авеню на западе.

## Этимология
Название Киапо происходит от обилия водяной капусты (Pistia stratiotes), называемой kiyapo на тагальском языке (или quiapo на испанском языке) в близлежащей реке Пасиг. Город Куяпо в Нуэва-Эсиха также назван в честь того же растения.

## История
Со времен американского управления и периода Содружества до конца 1970-х годов Киапо разделял свой статус центра деятельности социальной элиты Манилы, а также торговли, моды, искусства и высшего образования с его окрестностями (проспект Рисаля, Санта-Крус, Эскольта и Университетский пояс). Однако со строительством линии LRT-1 системы легкорельсового транспорта Манилы, проходящей через проспект Рисаля, окклюзия света, смог и выбросы транспортных средств сделали улицы темными, мрачными, выросла преступность и переходные процессы. Следовательно, многие давние заведения покинули этот район. После Жёлтой революции в 1986 году оживленность Киапо еще больше уменьшилась, и пустота была заполнена импровизированными рынками для размещения посетителей церкви Киапо.

## Район
Пласа Миранда, расположенная в самом сердце района Киапо, представляет собой городскую площадь, названную в честь Хосе Сандино-и-Миранды, который служил секретарем казначейства Филиппин с 1853 по 1863 год.  Она расположена напротив церкви Киапо, и стала популярным местом для политических митингов. 21 августа 1971 года, когда Либеральная партия проводила свой miting de avance на площади, взорвалась бомба, в результате чего девять человек погибли и почти 100 мирных жителей получили ранения.
Район Киапо также является домом для значительного мусульманского населения. Здесь расположены Золотая мечеть и Зеленая мечеть.
Магазины, предлагающие травяные продукты, и большое количество самопровозглашенных гадалок окружают церковь Киапо. Воровство и продажа нелегальных копий распространены в округе.
В последние годы местное правительство Манилы, возглавляемое мэром Лито Атьенсой, запустило проект Buhayin ang Maynila («Возрождение Манилы»), который значительно восстановил Киапо и его окрестности, особенно площадь Миранда, рынок Кинта, подземный переход Арсенио Лаксона. и Университетский пояс. Части проспекта Рисаля, начиная с улицы Каррьедо и заканчивая Ректо-авеню, были преобразованы в пешеходные торговые ряды.
В Киапо родились музыкант и композитор Хулио Накпиль и актриса и певица Розмари Хиль.

## Малая Базилика Чёрного Назарянина
Малая базилика Черного Назарянина (также называемая Приход Святого Иоанна Крестителя  или Церковь Киапо) — римско-католическая малая базилика латинского обряда, расположенная в районе Киапо в самом центре города Манила. Церковь известна тем, что внутри почитается знаменитое изображение Черного Христа Манилы, скульптура мексиканского происхождения.

## Калье Идальго

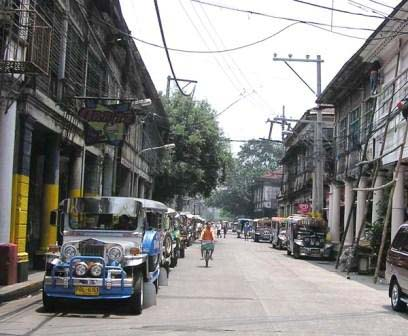
Калье Идальго

В память о Феликсе Ресуррексьоне Идальго, местном художнике, который в 1884 году получил серебряную медаль на Мадридской выставке изящных искусств. В XIX веке считалась самой красивой улицей Манилы. Сегодня есть предложения по восстановлению и сохранению его исторических зданий, среди которых:
- Базилика Менор-де-Сан-Себастьян, более известная как Иглесия-де-Сан-Себастьян, резиденция прихода Сан-Себастьян и Национального святилища Богоматери на горе Кармель.
- Каса Накпиль-Баутиста, шедевр Аркадио Арельяно, с мотивами венского сецессиона, дом Хулио Накпиля, музыкального композитора Катипунана, и Грегории де Хесус, организатора женского корпуса Катипунана.
- Пагода Окампо
- Каса Бош 1890 года с орнаментом в стиле неоренессанса.
- Каса Патерно, большой особняк с неоклассическими деталями.
- Каса-де-лос-Энрикес 1890 года с ионическими колоннами. В 1910-х годах Мария Морилья Нортон назвала его самым красивым домом на островах, в котором находится Школа изящных искусств Филиппинского университета.
- Каса-де-Окампо, дом Франсиско Сантьяго, композитора Аве Мария, дом Музыкальной консерватории Университета Филиппин.
- Каса Самора, резиденция Мануэля Саморы, изобретателя «тики-тики» для борьбы с авитаминозом, череда внутренних двориков.
- Каса Падилья
- Каса де Хосе Сульписьос Орпилья

## Галерея

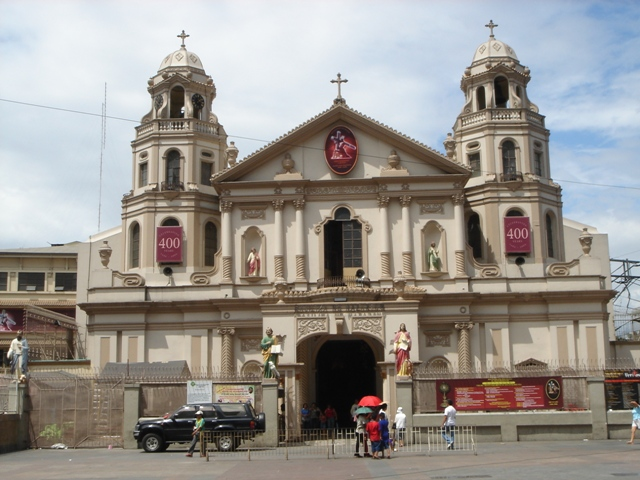
Фасад Малой базилики Черного Назарянина
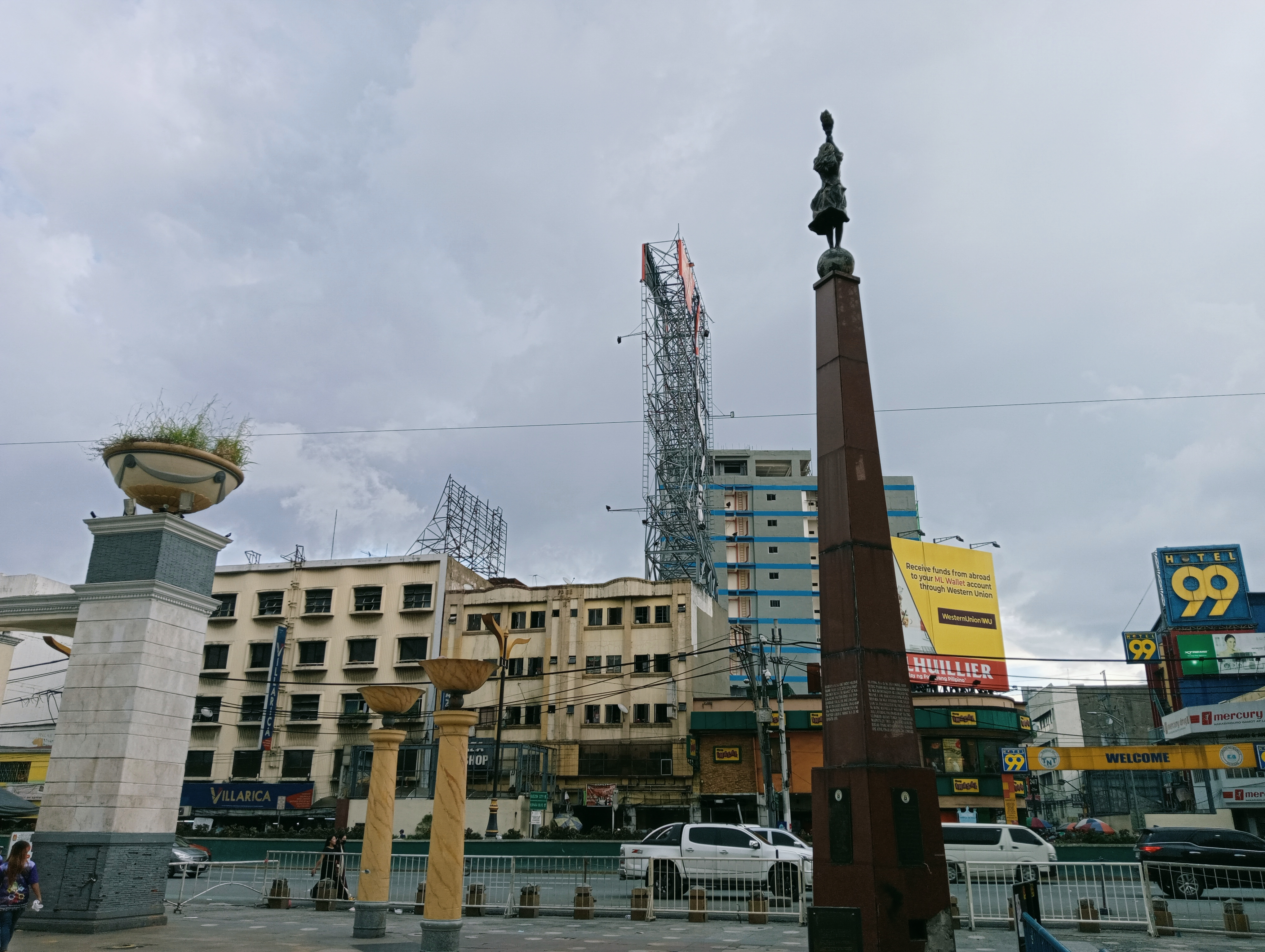
Пласа Миранда
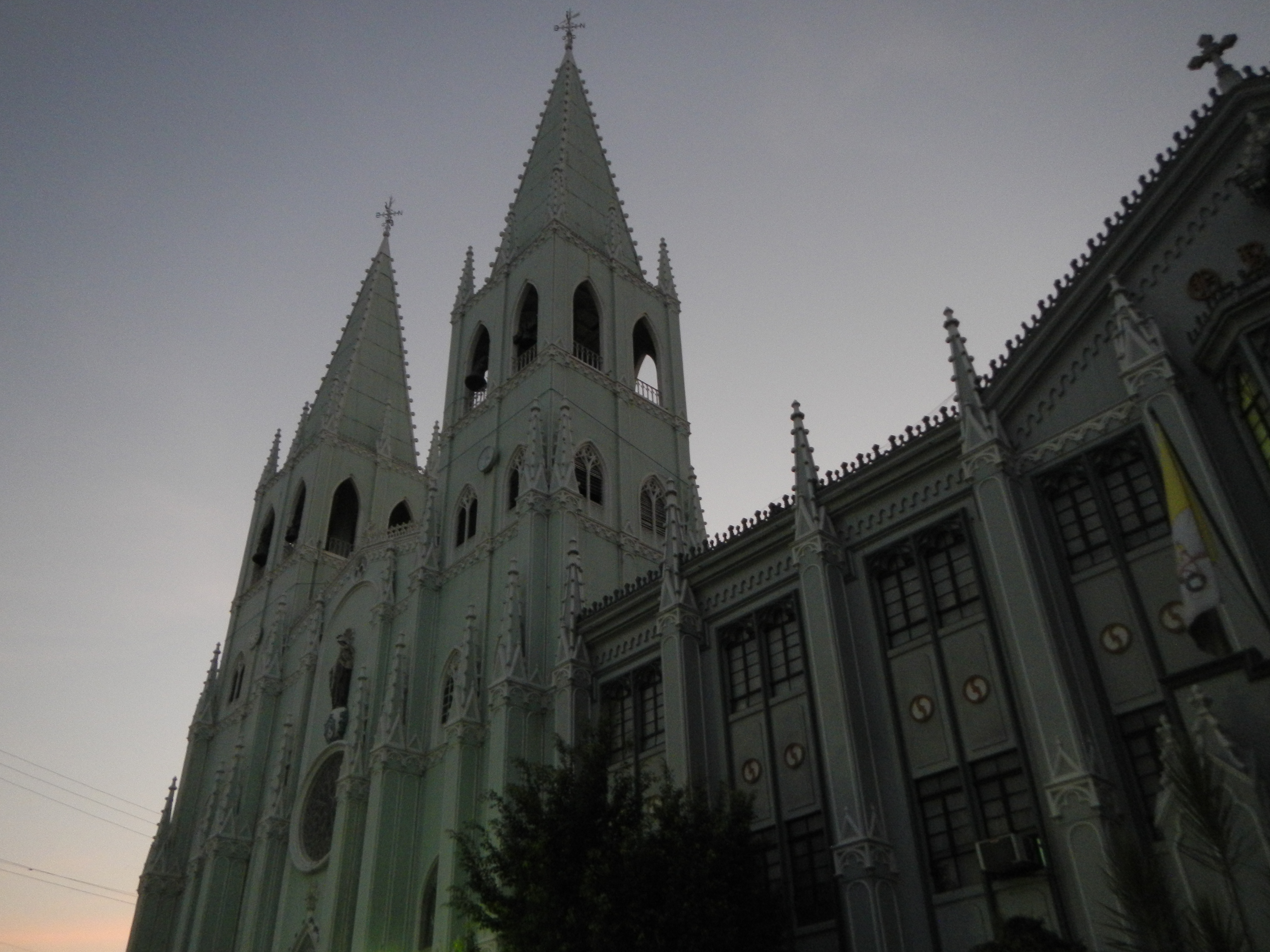
Базилика Сан-Себастьян
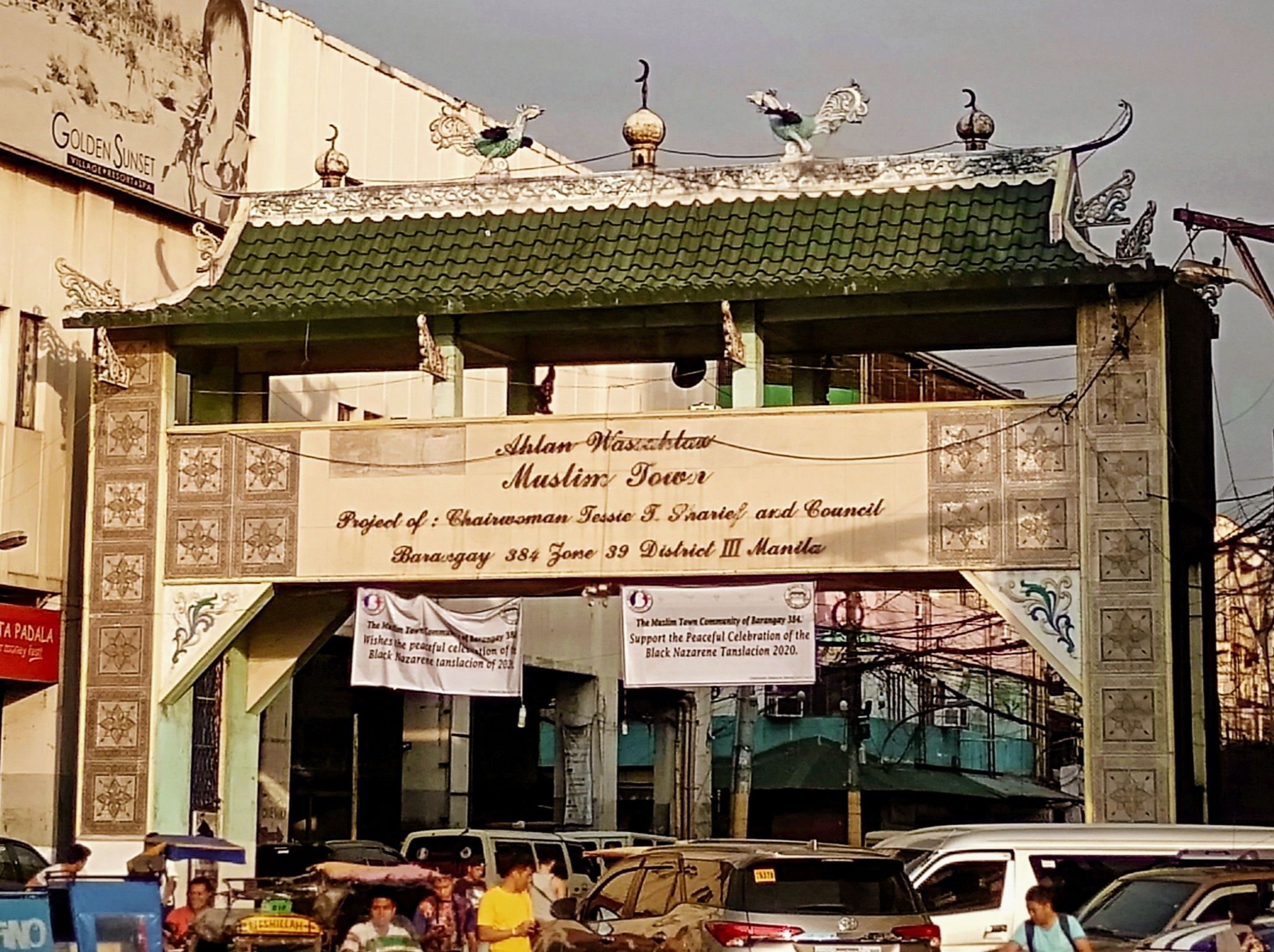
Арка Мусульманского города